# كاثي هاي
كاثي هاي (بالإنجليزية: Kathy High)‏ هي أمينة متحف وأستاذة جامعية وفنانة أمريكية، ولدت في 1954 في برين مار ‏ في الولايات المتحدة.